# Apeadeiro de Morgado
O Apeadeiro de Morgado é uma gare ferroviária desactivada da Linha de Vendas Novas, que servia a localidade de Porto de Muge, no Município do Cartaxo, em Portugal.

## História

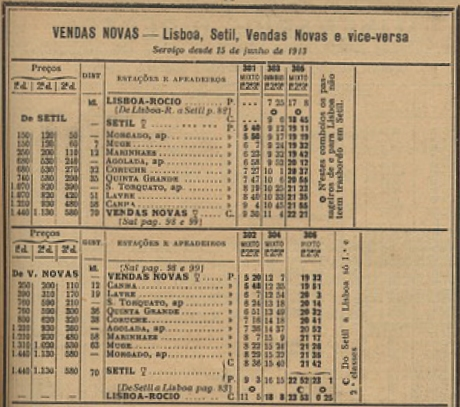
Horário da Linha de Vendas Novas em 1913, incluindo o apeadeiro de Morgado.

Em Setembro de 1902, já se fazia o serviço de máquina até Porto de Muge, no decorrer das obras de construção da Linha de Vendas Novas.

A Linha de Vendas Novas entrou ao serviço em 15 de Janeiro de 1904.